# Carmen Valcarce Codes
Carmen Valcarce Codes (Madrid, 1960) es juez magistrada española.

## Biografía
Licenciada en Derecho por la Universidad Complutense de Madrid, ingresó en la carrera judicial en 1988. Desde 2005 es titular del Juzgado de Instrucción número 5 de Madrid.

### Caso espionaje Comunidad de Madrid
En enero de 2009, el diario El País destapa una supuesta trama de espionaje político en la Comunidad de Madrid (España). Tras numerosas denuncias, el Gobierno de Esperanza Aguirre se ve envuelto en acusaciones de espionaje realizado por empleados de seguridad de la Comunidad hacia miembros del mismo gobierno, el vicealcalde de Madrid, Manuel Cobo y el exvicepresidente y exconsejero regional Alfredo Prada, por lo que  Manuel Moix, fiscal jefe del Tribunal Superior de Justicia de Madrid (TSJM), investiga los hechos. Además, el titular del Juzgado número 47 de Madrid, José Sierra, abrió una causa por supuesto espionaje al vicepresidente del Gobierno madrileño, Ignacio González González. Las causas se fueron concentrando en el juzgado número cinco del que es titular Carmen Valcarce. En junio de 2010, la juez vuelve a citar al supuesto 'espía' de Esperanza Aguirre. El 15 de julio de 2010 la juez Carmen Valcarcel dictó auto de archivo del caso por no haberse acreditado la realidad de los seguimientos, y por falta de indicios de delito.   
El auto explica que, aunque se hubieran acreditado los seguimientos, los mismos no conllevan necesariamente la existencia de un delito.
. En el mismo sentido, archivó los recursos presentados contra dicho archivo por el PSOE y por el exjefe de policía de Coslada, al que aseveró "nos encontramos ante una recopilación de informaciones periodísticas de las cuales no se desprende ni mínimamente la existencia de los posibles delitos denunciados".

### Casoborrado de ordenadores
En octubre de 2016 el Partido Popular consiguió sustituir de manera provisional a la jueza instructora del caso borrado de ordenadores, Rosa María Freire, un caso que investigaba el borrado de los ordenadores que utilizó Luis Bárcenas como tesorero del PP. Fue sustituida por Carmen Valcarce, "en cuyo historial figuran antecedentes más favorables al partido de Mariano Rajoy".